# 玖村将史
玖村 将史（くむら まさし、1999年1月8日 - ）は、日本のキックボクサー。
大阪府堺市出身。999所属。第6代Krushスーパーバンタム級王者。

## 来歴
3兄弟の末っ子として大阪に生まれる。長兄が空手を習っていたことから幼稚園の時期に同じく空手を始める。長兄は格闘技をやめてしまったため次兄の玖村修平と共に空手を続け、所属していた空手道場がキックボクシングの団体に加盟することになったため、キックの練習を始めることとなった。プロデビュー後も教えてくれる人がいなかったため2人で街の集会所や公民館を借りて練習をしていた。Krush参戦前はNJKFやDEEP☆KICKなどで経験を積む。

### Krush参戦
- 2018年1月27日 - Krush.84にてKrushデビュー。KO勝ちを収めた。
- 2018年3月10日 - Krush.86で椿原龍矢と対戦。1ラウンドに右クロスでダウンを奪取。3ラウンド終盤にも右ストレートでダウンを奪い、3-0の判定勝利。

### Krush王座獲得
- 2018年10月28日 - Krush.94で大岩翔大とスーパー・バンタム級王座決定トーナメント1回戦で対戦。1RKO勝利で12月の準決勝へ駒を進めた。
- 2018年12月16日 - Krush.96にてビクトー・サラビアとKrushスーパー・バンタム級王座決定トーナメント準決勝で対戦。延長判定の末勝利した。
- 2019年2月16日 - Krush.98にて軍司泰斗とKrushスーパー・バンタム級王座決定トーナメント決勝戦で対戦。判定の結果3-0で勝利、Krushでは無敗のまま第6代スーパー・バンタム級王座を戴冠した。

### K-1スーパー・バンタム級トーナメントへの参加
- 2019年6月30日 - K-1 WORLD GP 2019 JAPANにてK-1スーパー・バンタム級世界最強決定トーナメントへ兄の玖村修平と共に参加。1回戦ではペッパンガン・モー.ラタナバンディット（英語版）と対戦し1RでKO勝ち。準決勝ではサンベル・ババヤンと対戦。終始試合をコントロールし判定で3-0（30-26,30-26,30-26）と大差の勝利を収めた。決勝では兄修平からKO勝利で勝ち上がってきた武居由樹と対戦。善戦するも1ラウンドにダウンを奪われ、2ラウンド目に一瞬の隙をつかれ右フックを浴び、倒れるところに追い討ちで顔面に蹴りを食らってしまいKO負けを喫した。
- 2019年11月16日 - 再起戦としてKrush.108に参戦。Krushでのスーパー・バンタム級王者として初の試合は林勇汰とのタイトルマッチとなった。結果は判定で2-0にて勝利。王座初防衛となった。
- 2020年3月22日 - K-1 WORLD GP 2020 JAPAN ～K'FESTA.3～にて当時無敗だった金子晃大と対戦。2-0の判定勝利で金子に初黒星をつける形となった。
- 2020年9月26日 - Krushにて2度目の防衛戦を行なった。対戦相手はKrushの王座決定トーナメント決勝で戦った軍司泰斗だったが、3ラウンド目にダウンを奪い3-0で判定勝利となった。
- 2021年7月9日 - Krushスーパー・バンタム級のベルトを返上することを発表した。
- 2022年1月24日 - K-1 WORLD GPの2月大会にて第3代スーパーバンタム級王座決定トーナメントへ参加することが発表された。他の参加者である玖村以外には無敗の金子晃大、第7代Krushスーパーバンタム級王者の璃明武、参加当時6戦6勝無敗で元プロボクサーの佐々木洵樹、以上3名と合わせてK-1スーパーバンタム級四天王と称された。
- 2022年2月27日 - 第3代スーパーバンタム級王座決定トーナメント1回戦にて鬼山桃太郎と対戦、序盤から圧倒し三日月蹴りで1RKO勝ち。準決勝では同じ四天王と評された佐々木洵樹と対戦し、1RKO勝ち。決勝では2年前に勝利した金子晃大と再戦。1ラウンド目は試合を有利に進めるも2ラウンド序盤に顔面にフックをくらいダウンを奪われてしまう。そのダウンが判定に響き0-2で判定負け、前回のトーナメント同様準優勝に終わった。

### THE MATCH 2022への参加
- 2022年4月22日 - 那須川天心と武尊が対戦するTHE MATCH 2022にて、RISEの志朗と対戦することが発表された。
- 2022年6月19日 - THE MATCHの第2試合で志朗と対戦。第1試合では同年2月に黒星を喫した金子が、RISEの鈴木真彦に敗れた直後の試合だった。テクニシャン同士の対戦となったが2Rにダウンを奪い判定勝ち。THE MATCH本戦してK-1勢初白星を上げた。
- 2022年9月11日 - K-1 WORLD GP 2022 JAPAN〜よこはまつり〜にてタイの競合、コンペット・シットサラワットスアと対戦。自信が熱望する金子との3度目の対戦へ向けて負けられない一戦だったが、コンペットのテクニックに翻弄され1-2の判定負けを喫した。
- 2023年3月12日 - K-1 WORLD GP 2023 JAPAN ～K'FESTA.6～にてRISEとの対抗戦大将戦で鈴木真彦と対戦。2Rからペースを掴むとジャブを多用しダウンを先取。その後もカウンターのジャブを当て続け3-0の判定勝利を上げた。
- 2023年9月10日 - ReBOOT〜K-1 ReBIRTH〜のセミファイナルのスーパーバンタム級タイトルマッチで王者の金子晃大と3度目の再戦を果たし、延長1R0-3の判定負けを喫して王座獲得に失敗した。

## 戦績

### プロキックボクシング
| キックボクシング 戦績 | キックボクシング 戦績 | キックボクシング 戦績 | キックボクシング 戦績 | キックボクシング 戦績 | キックボクシング 戦績 | キックボクシング 戦績 |
| --------------------- | --------------------- | --------------------- | --------------------- | --------------------- | --------------------- | --------------------- |
| 31 試合               | (T)KO                 | 判定                  | その他                | 引き分け              | 無効試合              |                       |
| 24 勝                 | 12                    | 12                    | 0                     | 0                     | 0                     |                       |
| 7 敗                  | 2                     | 5                     | 0                     | 0                     | 0                     |                       |

| 勝敗 | 対戦相手                              | 試合結果                   | 大会名 | 開催年月日     |
| ×    | 大久保琉唯                            | 3R終了 判定0-3             | K-1 WORLD MAX 2024 【-55kg世界最強決定トーナメント準決勝】                                                                                              | 2024年9月29日  |
| ○    | アントニオ・オルデン                  | 1R 0:55 KO（右フック）     | K-1 WORLD MAX 2024 【-55kg世界最強決定トーナメント・一回戦】                                                                                            | 2024年7月7日   |
| ○    | ルカ・チェケッティ                    | 3R終了 判定2-0             | TRHD presents K-1 WORLD MAX | 2024年3月20日  |
| ×    | 金子晃大                              | 3R+延長1R終了 判定0-3      | ReBOOT 〜K-1 ReBIRTH〜 【K-1 WORLD GP スーパー・バンタム級タイトルマッチ】                                                                              | 2023年9月10日  |
| ○    | 鈴木真彦                              | 3R終了 判定3-0             | K-1 WORLD GP 2023 JAPAN K'FESTA.6 | 2023年3月12日  |
| ○    | イスマイル・アル・カディ              | 2R 1:42 KO                 | K-1 WORLD GP 2022 in Osaka | 2022年12月3日  |
| ×    | コンペット・シットサラワットスア      | 3R終了 判定1-2             | K-1 WORLD GP 2022 JAPAN～よこはまつり～ | 2022年9月11日  |
| ○    | 志朗                                  | 3R終了 判定3-0             | THE MATCH 2022 | 2022年6月19日  |
| ×    | 金子晃大                              | 3R終了 判定0-2             | K-1 WORLD GP 2022 JAPAN ～第3代スーパー・バンタム級王座決定トーナメント～ 【K-1 WORLD GP 第3代スーパー・バンタム級王座決定トーナメント決勝戦】          | 2022年2月27日  |
| ○    | 佐々木洵樹                            | 1R 1:37 KO (左フック)      | K-1 WORLD GP 2022 JAPAN ～第3代スーパー・バンタム級王座決定トーナメント～ 【K-1 WORLD GP 第3代スーパー・バンタム級王座決定トーナメント準決勝】          | 2022年2月27日  |
| ○    | 鬼山桃太郎                            | 1R 1:24 KO (三日月蹴り)    | K-1 WORLD GP 2022 JAPAN ～第3代スーパー・バンタム級王座決定トーナメント～ 【K-1 WORLD GP 第3代スーパー・バンタム級王座決定トーナメント1回戦】           | 2022年2月27日  |
| ○    | ダウサコン・モータッサナイ            | 2R 1:56 KO (右ストレート)  | K-1 WORLD GP 2021 JAPAN ～K’FESTA.4 Day.2～ | 2021年3月28日  |
| ○    | 軍司泰斗                              | 3R終了 判定3-0             | Kursh.1174 【Krushスーパー・バンタム級タイトルマッチ】                                                                                                  | 2020年9月26日  |
| ○    | 金子晃大                              | 3R終了 判定2-0             | K-1 WORLD GP 2020 JAPAN ～K'FESTA.3～ | 2020年3月22日  |
| ○    | 林勇汰                                | 3R終了 判定3-0             | Krush.108 | 2019年11月16日 |
| ×    | 武居由樹                              | 2R 0:38 KO（右フック）     | K-1 WORLD GP 2019 JAPAN ～K-1スーパー・バンタム級世界最強決定トーナメント～ 【K-1 WORLD GP 2019 K-1スーパー・バンタム級世界最強決定トーナメント決勝戦】 | 2019年6月30日  |
| ○    | サンベル・ババヤン                    | 3R終了 判定3-0             | K-1 WORLD GP 2019 JAPAN ～K-1スーパー・バンタム級世界最強決定トーナメント～ 【K-1 WORLD GP 2019 K-1スーパー・バンタム級世界最強決定トーナメント準決勝】 | 2019年6月30日  |
| ○    | ペッパンガン・モー.ラタナバンディット | 1R 2:38 KO（左フック）     | K-1 WORLD GP 2019 JAPAN ～K-1スーパー・バンタム級世界最強決定トーナメント～ 【K-1 WORLD GP 2019 K-1スーパー・バンタム級世界最強決定トーナメント1回戦】  | 2019年6月30日  |
| ○    | 軍司泰斗                              | 3R終了 判定3-0             | Krush.98 【Krushスーパー・バンタム級王座決定トーナメント決勝戦】                                                                                        | 2019年2月16日  |
| ○    | ビクトー・サラビア                    | 3R+延長1R終了 判定3-0      | Krush.96 【Krushスーパー・バンタム級王座決定トーナメント準決勝】                                                                                        | 2018年12月16日 |
| ○    | 大岩翔大                              | 1R 1:36 KO（左フック）     | Krush.94 【Krushスーパー・バンタム級王座決定トーナメント1回戦】                                                                                         | 2018年10月28日 |
| ○    | 亀本勇翔                              | 3R終了 判定3-0             | Krush.89 | 2018年6月30日  |
| ○    | 椿原龍矢                              | 3R 判定3-0                 | Krush.86 | 2018年3月10日  |
| ○    | 大川一貴                              | 1R 2:11 KO（左フック）     | Krush.84 | 2018年1月27日  |
| ×    | 滉大                                  | 2R 0:26 KO（左ハイキック） | DEEP☆KICK 32 | 2017年11月3日  |
| ×    | 多根嘉帆                              | 3R終了 判定1-2             | DEEP☆KICK 31 | 2016年11月3日  |
| ○    | 黒田勇斗                              | 1R 2:52 TKO                | DEEP☆KICK 30 | 2016年7月17日  |
| ○    | 帝士                                  | 1R 2:41 KO                 | NJKF 2015 8th | 2015年11月1日  |
| ○    | 大羽理斗                              | 1R 3:00 KO（左ミドル）     | DEEP☆KICK 26 | 2015年7月26日  |
| ○    | 山下Spankey博史                       | 2R 2:15 KO（右フック）     | NJKF 2014 7th | 2014年11月2日  |
| ○    | 西田京介                              | 3R終了 判定3-0             | NJKF IGOSSO REBORN 2014 | 2014年10月12日 |

## 獲得タイトル
- 第6代Krushスーパーバンタム級王者